# بياض نيلي

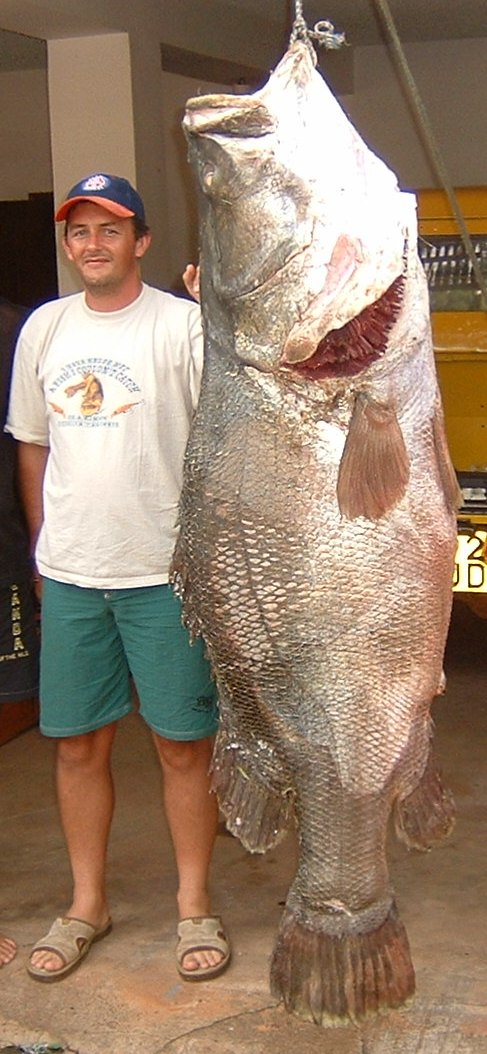
بياض النيل يمكن ان ينمو الي 200 كيلوجرام

الفرخ النيلي أو القِشر أو اللوطس أو اللاطس أو البرمون النيلي أو البياض النيلي[بحاجة لمصدر] (الاسم العلمي: Lates niloticus) (بالإنجليزية: Nile perch)‏ هو نوع من الأسماك يتبع جنس البرمون من الفصيلة البرمونية. وهي سمكة شبيهة بالبلطي إلا أنها تصل لأحجام ضخمة وقد يصل طولها لمترين ووزنها لـ200 كجم وتتواجد في كامل حوض النيل حتى بحيرات فكتوريا كما تتواجد في بحيرة تشاد وفي نهر النيل المصري من بحيرة ناصر حتى المصب ويتواجد في بعض البحيرات مثل بحيرة مريوط. قشورها قوية وتكون بمثابة درع لها من الأعداء الطبيعية تتغذى على الأسماك الصغيرة والكبيرة بلا تمييز ولها صدفتين أعلى الخياشيم تمكنها من قطع وجرح أي عدو يقترب منها.